# Рязанов, Владимир Васильевич
Владимир Васильевич Рязанов (11 июня 1950, Лобня — 12 февраля 2024, Москва) — российский учёный-математик, доктор физико-математических наук (1994), специалист в области математических методов распознавания и прогнозирования, методов оптимизации, регрессионного и кластерного анализа, профессор (2008) МФТИ, Учёный секретарь докторского специализированного совета при ВЦ ФИЦ ИУ РАН, член редколлегий ряда научных журналов.

## Биография
Родился 11 июня 1950 года в г. Лобня Московской области. В 1967 г. окончил школу № 1 г. Долгопрудного (расположен недалеко от Лобни по Савёловской ж.д.) и в том же году поступил на аэромеханический факультет (аэромех) МФТИ. В 1969 году этот факультет разделился на факультет управления и прикладной математики (ФУПМ) и факультет аэрофизики и космических исследований (ФАКИ), поэтому в 1973 году Владимир Васильевич Рязанов уже заканчивал ФУПМ.
С 1973 по 1976 год учился в аспирантуре ВЦ АН СССР, где под руководством А. И. Зенкина подготовил и в 1977 году защитил диссертацию «Методы оптимизации некоторых многопараметрических моделей распознавания и прогнозирования» по специальности 01.01.09 на учёную степень кандидата физико-математических наук.
С 1976 года В. В. Рязанов стал сотрудником ВЦ АН СССР в должности м.н.с. Затем трудился в должностях старшего, ведущего научного сотрудника. На 2021 г. он является главным научным сотрудником и заведует отделом «Методов классификации и анализа данных» ныне уже ВЦ ФИЦ ИУ РАН.
В 1994 г. В. В. Рязанов защитил в ВЦ РАН диссертацию по теме «Оптимальные коллективные решения в задачах распознавания и классификации» по специальности 05.13.16 на учёную степень доктора физ.-матем. наук.
В 1998 году В. В. Рязанов избран действительным членом РАЕН, а в 2008 году ему присвоено учёное звание профессора.
Владимир Васильевич Рязанов скончался 12 февраля 2024 г.

## Научная деятельность

### Область научных интересов
Модели и алгоритмы распознавания, кластерного и регрессионного анализа, вопросы оптимизации в задачах распознавания и прогнозирования, проблемы data mining.
В. В. Рязанов разработал общий подход для решения задач оптимизации моделей распознавания, создал методы поиска логических закономерностей по прецедентам, предложил алгоритмы классификации и методы оценки устойчивости кластеризаций при неполных признаковых описаниях, в том числе комитетный синтез коллективных кластеризаций по конечным множествам кластеризаций, построение устойчивых решений в задачах кластеризации, восстановление пропусков в данных, распознавание и кластеризация неполных данных, восстановление регрессий по множествам распознающих алгоритмов. Предложил новые модели восстановления регрессионных зависимостей. Для решения задач кластерного анализа ему удалось построить аналог алгебраического подхода.
Владимир Васильевич не ограничивался только теоретическими изысканиями, но и являлся руководителем и соавтором разработки программных систем для решения задач анализа данных, кластеризации, распознавания и прогнозирования, с помощью которых было решено большое число прикладных задач распознавания, диагностики и прогнозирования в медицине, сельском хозяйстве, обработке изображений.

### Редакторская деятельность
Профессор В. В. Рязанов являлся членом редакций следующих международных научных журналов:
- «Information Technologies & Knowledge»;
- «Information Models & Analyses»;
- «Information Theories & Applications»;
- «Pattern Recognition and Image Analysis»[5].

### Преподавательская деятельность
В 1997 году заместителем директора ВЦ РАН по науке академиком Ю. И. Журавлёвым на ВМК МГУ была основана кафедра «Математические методы прогнозирования», куда были приглашены и ряд сотрудников центра по соответствующим специальностям. С 1999 года В. В. Рязанов преподавал в должности доцента на этой кафедре.
С 2000 года Владимир Васильевич также преподавал в качестве профессора кафедры информатики МФТИ.
В. В. Рязанов является автором ряда учебных спецкурсов и семинаров, в том числе
- Спецкурс «Нестатистические методы анализа данных и классификации», ВМК МГУ.
- Спецсеминар «Прикладные методы прогнозирования и анализа данных». Там же.

Под его руководством было подготовлено не менее 17 магистерских дипломов на ВМК МГУ и четыре диссертации на учёную степень к.ф.-м.н.

### Книги и брошюры
- О решении прикладных задач алгоритмами распознавания, основанными на принципе голосования / Е. В. Дюкова, В. В. Рязанов. — М.: ВЦ АН СССР, 1986. — 26 с.; 22 см.
- Распознавание. Математические методы. Программная система. Практические применения. / Ю. И. Журавлёв, В. В. Рязанов, О. В. Сенько. М.: ФАЗИС, 2006. 147 с. ISBN 5-7036-0108-8.

### Диссертации
- Рязанов, Владимир Васильевич. Методы оптимизации некоторых многопараметрических моделей распознавания и прогнозирования : диссертация … кандидата физико-математических наук : 01.01.09. — Москва, 1976. — 123 с.[2]
- Рязанов, Владимир Васильевич. Оптимальные коллективные решения в задачах распознавания и классификации : диссертация … доктора физико-математических наук : 05.13.16. — Москва, 1994. — 263 с.[3]

### Избранные статьи
- Рязанов В. В. О синтезе классифицирующих алгоритмов на конечных множествах алгоритмов классификации (таксономии) // ЖВМиМФ, 22:2 (1982), 429—440
- Рязанов В. В. О построении оптимальных алгоритмов распознавания и таксономии (классификации) при решении прикладных задач // Распознавание, классификация, прогноз: Матем. методы и их применение — М.: Наука, 1988, вып. 1, с. 229—279
- Рязанов В. В. Логические закономерности в задачах распознавания (параметрический подход) // ЖВМиМФ, 47:10 (2007), 1793—1808
- Ковшов Н. В., Моисеев В. Л., Рязанов В. В. Алгоритмы поиска логических закономерностей в задачах распознавания // ЖВМиМФ, 48:2 (2008), 329—344
- Ткачёв Ю. И., Рязанов В. В. Восстановление зависимости на основе байесовской коррекции коллектива распознающих алгоритмов // ЖВМиМФ, 50:9 (2010), 1687—1696

### Редакторская деятельность
Проф. В. В. Рязанов с 2006 г. являлся ответственным редактором сборника
- Модели и методы распознавания речи: [сборник статей] / Учреждение Российской акад. наук Вычислительный центр им. А. А. Дородницына РАН ; [отв. ред. В. В. Рязанов].
  - Москва : ВЦ РАН, 2006. — 136 с.; ISBN 5-201-09857-6
  - Москва : ВЦ РАН, 2007. — 55 с.; ISBN 5-201-09879-7
  - Москва : ВЦ РАН, 2010. — 134 с.; ISBN 978-5-91601-040-4
  - Москва : ВЦ РАН, 2012. — 70 с.; ISBN 978-5-91601-077-0
  - Москва : ВЦ РАН, 2013. — 93 с.; ISBN 978-5-91601-092-3
  - Москва : ВЦ РАН, 2015. — 93 с.; ISBN 978-5-91601-122-7 : 120 экз.[6]

## Награды
- Медаль «В память 850-летия Москвы» (1997)